# Vesuvio Cup
La Vesuvio Cup è stato un torneo professionistico di tennis giocato sulla terra rossa, che faceva parte dell'ATP Challenger Tour. Si è giocata solo l'edizione del 2021 allo Sporting Poseidon di Ercolano, in Italia.

## Albo d'oro

### Singolare
| Anno | Campione          | Finalista           | Punteggio |
| ---- | ----------------- | ------------------- | --------- |
| 2021 | Tallon Griekspoor | Alexander Ritschard | 6–3, 6–2  |

### Doppio
| Anno | Campioni                              | Finalisti                     | Punteggio        |
| ---- | ------------------------------------- | ----------------------------- | ---------------- |
| 2021 | Marco Bortolotti Sergio Martos Gornés | Dustin Brown Andrea Vavassori | 6–4, 3–6, [10–7] |